# Pedrinho (ur. 1976)
José Pedro Santos (ur. 6 września 1976) – brazylijski piłkarz występujący na pozycji pomocnika.

## Kariera piłkarska
Od 1998 do 2011 roku występował w Ituano, SE Palmeiras, EC Juventude, Kawasaki Frontale, Botafogo, Cerro Porteño, Libertad, Grêmio, Ceará, Atlético Goianiense, 3 Febrero, CRAC, Boca Júnior, Itabaiana i Funorte.